# James Read
James Read est un acteur américain né le 31 juillet 1953 à Buffalo, État de New York (États-Unis).

## Biographie
James Read naît le 31 juillet 1953. Sa carrière débute en tant qu'acteur en 1982 dans la série Les Enquêtes de Remington Steele (Remington Steele). Puis en 1985, il reçoit le rôle de Georges Hazard dans une mini-série, Nord et Sud.
En 2000, il joua le personnage secondaire Victor Bennett dans la série télévisée Charmed.
Aujourd'hui, il vit en Californie, avec Wendy Kilbourne et leur fils Jackson né en 1991 ainsi que leur fille Sydney née en 1995. Cette même Wendy Kilbourne qui joua le rôle de son épouse dans Nord et Sud.

## Filmographie

### Cinéma
- 1983 : Tonnerre de feu (Blue Thunder) : Policeman at Bridge
- 1984 : Vœux sanglants (The Initiation) : Peter
- 1988 : Les Coulisses de l'exploit (Eight Men Out) : Claude "Lefty" Williams
- 1988 : Au fil de la vie (Beaches) : Michael Essex
- 1992 : Love Crimes : Stanton Gray
- 1997 : Walking Thunder : Abner Murdock
- 2001 : La Revanche d'une blonde (Legally Blonde) : Elle's Father
- 2001 : Sex Academy (Not Another Teen Movie) : Preston's Father
- 2003 : La blonde contre-attaque (Legally Blonde 2: Red, White & Blonde) : Elle's Father
- 2005 : Sept Ans de séduction (A Lot Like Love) : Brent Friehl

### Télévision
- 1982 : Les Enquêtes de Remington Steele (Remington Steele) : Murphy Michaels
- 1985 : Robert Kennedy & His Times : Teddy Kennedy
- 1985 : Lace II : Daryl Webster
- 1985 : Midas Valley: Josh Landau
- 1985 : Nord et Sud ("North and South") : George Hazard
- 1986 : Nord et Sud 2 : George Hazard
- 1987 : Shell Game (en) : Riley / John Reid
- 1987 : Celebration Family : James Marston
- 1987 : Barbara Hutton, destin d'une milliardaire (en) (Poor Little Rich Girl: The Barbara Hutton Story) : Cary Grant
- 1990 : Columbo : Couronne mortuaire (Columbo: Uneasy Lies the Crown) : Dr. Wesley Corman
- 1990 : Web of Deceit : Paul Evanston
- 1992 : The President's Child : Sen. James Guthrie
- 1994 : Nord et Sud 3 ("Heaven & Hell: North & South, Book III") : George Hazard
- 1995 : L'Ultime voyage (en) (The Other Woman) : Michael Bryan
- 1995 : Loïs & Clark : les nouvelles aventures de Superman : Mr Olsen
- 1995 : When the Dark Man Calls : Detective Michael Lieberman
- 1995 : Arabesque (Murder, She Wrote) : Boyd Venton
- 1996 : Harvest of Fire : Scott
- 1996 : Danielle Steel - La ronde des souvenirs (Full Circle) : Judge Carter
- 1997 : Sept à la maison (épisode 16 , saison 1) Will Sandson
- 1998 : Le Prix de l'indiscrétion (Indiscreet) : Zachariah Dodd
- 2000 - 2006 : Charmed : Victor Bennett
- 2000 : Star Trek Voyager (épisodes 16 et 17, saison 7) : Jaffen
- 2002 : Sabrina, l'apprentie sorcière (épisode 17 , saison 6)
- 2005 : Wildfire : Ken Davis
- 2008 : Cold Case : Affaires classées : Prof. Robert Boreki '08 (saison 6 épisode 1)
- 2010 : Persons Unknown : Monsieur Fairchild
- 2012 : Les Experts : Manhattan : Robert (père de Lindsay)
- depuis 2014 : Des jours et des vies : Clyde Weston
- 2018 : NCIS : Enquêtes spéciales (saison 15 épisode 12) : Alan Newhall